# 김용석 (철학자)
김용석(1952년 ~ )은 대한민국의 철학자이다. 한국외국어대학교 이탈리아어과를 졸업한 후 로마 그레고리오 대학교 철학과를 졸업했다. 그레고리오 대학교에서 철학석사 및 박사학위를 받았다. 그레고리오 대학교 철학과 교수로 재직하면서 서양 근현대 사상을 연구하고, 사회·문화철학 및 칸트 사상을 가르쳤다.

## 학력
- 한국외국어대학교 이탈리아어과
- 그레고리오 대학교 대학원 철학 박사

## 경력
- 그레고리오 대학교 철학과 교수
- 영산대학교 교수

## 저서
- 《미녀와 야수 그리고 인간》. 푸른숲. 2000년. ISBN 9788971842980
- 《깊이와 넓이 4막 16장》. 휴머니스트. 2002년. ISBN 9788989899068
- 《한국의 교양을 읽는다1(종합편)》. 휴머니스트. 2006년. ISBN 9788958620884
- 《메두사의 시선》. 푸른숲. 2010년. ISBN 9788971848296
- 《철학 광장》. 한겨레출판사. 2010년. ISBN 9788984314177

## 공저
- 김용석·이승환. 《서양과 동양이 127일간 E-MAIL을 주고받다》. 휴머니스트. 2001년. ISBN 9788989899006
- 홍성욱·김용석·이원곤·김동식·김진엽. 《예술, 과학과 만나다》. 이학사. 2007년. ISBN 9788961471091